# The King Stays King: Sold Out at Madison Square Garden
The King Stays King: Sold Out at Madison Square Garden è un album dal vivo del cantautore statunitense Romeo Santos, pubblicato nel 2012 e registrato a New York alcuni mesi prima dell'uscita.

## Tracce
1. You – 4:00
2. La diabla – 3:44
3. Malevo – 4:05
4. Por un segundo – 2:46
5. Que se mueran – 3:55
6. Su veneno – 3:52
7. Mi corazoncito (featuring P. Diddy) – 4:04
8. Debate de 4 – 4:55
9. Magia negra – 3:48
10. Soberbio – 4:15
11. Llévame contigo – 3:49
12. La bella y la bestia – 3:47
13. Medley: La película/Enséñame a olvidar/Todavía me amas – 8:25
14. Vale la pena el placer – 3:04
15. Medley: Rival/All Aboard – 3:12
16. Noche de sexo (featuring Wisin & Yandel & Divino) – 3:42
17. Mi santa – 3:57
18. Promise – 9:15